# Mamá mechona
Mamá mechona es una telenovela chilena de comedia romántica creada por Sergio Díaz. Se estrenó por Canal 13 el 3 de marzo de 2014 y, concluyó el 19 de agosto del mismo año. Su trama principal narra la historia de una dueña de casa de 40 años que decide entrar a la universidad y enfrentar los prejuicios y dificultades de combinar su rol de madre y «mechona» universitaria.
Protagonizada por Sigrid Alegría, Álvaro Espinoza, Paulo Brunetti, Simón Pešutić, Constanza Piccoli y Alonso Quintero.

## Sinopsis
Macarena, una mujer de 40 años, madre de tres hijos y dueña de casa, que decide cambiar su vida tras un accidente durante unas vacaciones. Inspirada por sus antiguas compañeras, se inscribe en la universidad para estudiar psicología, lo que genera conflictos en su familia. Su esposo, Andrés, se opone a su decisión, y sus hijos tienen reacciones diversas. 
En la universidad, Macarena enfrenta el reto de ser una estudiante mucho mayor que sus compañeros, mientras lidia con nuevos desafíos personales y profesionales, incluyendo la reaparición de su primer amor, Rafael, quien ahora es su profesor, y las amenazas de una mujer que busca destruir su matrimonio. 

## Reparto

### Principales
- Sigrid Alegría como Macarena «Maca» Muñoz[6]
- Álvaro Espinoza como Andrés Mora
- Paulo Brunetti como Rafael Amenábar
- Carolina Varleta como Leticia Mora
- Begoña Basauri como Silvana Cancino[7]
- Katyna Huberman como Marisol Cancino
- Pablo Schwarz como Reinaldo García
- Paula Sharim como Yolanda Fuentes
- Alonso Quintero como Emmanuel Peña
- Constanza Piccoli como Millaray Valdebenito
- Simón Pešutić como Benjamín Keller
- Álvaro Gómez como Agustín Valdivia
- Mariana Derderián como Lilian Marín
- Hernán Contreras como Sebastián Mora
- Daniela Nicolás como Rebeca Lorenzini
- Jaime Artus como Nicolás Álvear
- Francisca Walker como Paula Alcaíno
- Catalina Castelblanco como Olivia Mora
- Samuel González como Alejandro Reyes
- Dominique Gallego como Ignacia Novoa
- Teresita Commentz como Colomba Castillo
- Matías Silva como Pablo Mora
- María Jesús Montané como Paz García
- Gaspar Vigneaux como Guillermo García

### Recurrentes e invitados especiales
- Jaime Vadell como Néstor Amenábar
- Remigio Remedy como Francisco Covarrubias
- Liliana García como Aurora Larrañaga
- Felipe Armas como Raúl Reyes
- Marcela del Valle como Macarena «Macaruchi» Muñoz
- Felipe Ponce como Simón Barrera
- Sonia Mena como Margot
- Gabriel Prieto como Víctor "Vinchuca" Peña
- Alfredo Allende como Mijares Peña
- María José Prieto como Valeria García
- Mónica Godoy como Bárbara Correa
- María Gracia Subercaseaux como Daniela Illanes
- Catherine Mazoyer como Margarita García
- Silvia Santelices como María
- Patricia Guzmán como Noelia
- Javier Castillo como Tomás Urrutia
- Patricio Nievas como Felipe
- Mario Cáceres como Caco
- Teresa Münchmeyer como Hermana Ana
- Fedra Vergara como Pilar
- Pamela Villalba como Lolo
- Camila Leyva como Señora Lucía
- Andrea Dellacasa como Vanina Amenábar
- Jorge Velasco como Alumno de 2.º Año
- Carola Bolumburu como Jueza
- Bastián Tobar como Kike / Alonso
- Nelson Muñoz como Iván
- Rodrigo Contreras como Axel
- Margarita Ferrada como Roxana
- Ernesto Gutiérrez como Policía
- Natalie Mociulski como Úrsula Forttes
- Paloma Cruz como Eva Figueroa
- Stephanie Rochet como Laura Zapata
- Ricardo Vergara como Jonathan Wellmann
- Pablo Greene como Patricio Escuti

## Equipo técnico
- Director ejecutivo: Alberto Gesswein

- Productora ejecutiva: Vania Portilla
- Guion: Sergio Díaz
- Director general: Germán Barriga
- Productora general: Patricia Encina
- Director: Camilo Sánchez
- Productor: Jorge Singh
- Editor: Héctor Gómez Alday

## Audiencia
| Horario               | # Eps. | Estreno            | Estreno         | Final                | Final           | Posición | Temporada | Medio |
| Horario               | # Eps. | Data               | Primer capítulo | Data                 | Último capítulo | Posición | Temporada | Medio |
| --------------------- | ------ | ------------------ | --------------- | -------------------- | --------------- | -------- | --------- | ----- |
| Lunes - viernes 20:00 | 117    | 3 de marzo de 2014 | 12,7            | 19 de agosto de 2014 | 14,2            | 2        | 2014      | 11,3  |

## Banda sonora
| Intérprete          | Tema                      | Personaje(s)         | Actor(es)                             |
| ------------------- | ------------------------- | -------------------- | ------------------------------------- |
| David Bisbal        | «Mamma (de ojos mágicos)» | Tema principal       | Tema principal                        |
| Natalino            | «Contigo»                 | Macarena y Ándres    | Sigrid Alegría y Álvaro Espinoza      |
| Andrés de León      | «Mi loco amor de verano»  | Macarena y Rafael    | Sigrid Alegría y Paulo Brunetti       |
| Andrés de León      | «Para encontrarte»        | Macarena y Rafael    | Sigrid Alegría y Paulo Brunetti       |
| Ana Victoria        | «No lloro por llorar»     | Leticia              | Carolina Varleta                      |
| Jesse & Joy         | «La de la mala suerte»    | Millaray y Sebastian | Constanza Piccoli y Hernán Contreras  |
| Camila Silva        | «Al fin te encontré»      | Paula y Emmanuel     | Francisca Walker y Alonso Quinteros   |
| Andrés Gormaz       | «Para cuando vuelvas»     | Paula y Emmanuel     | Francisca Walker y Alonso Quinteros   |
| Paolo Meneguzzi     | «Teorema»                 | Macarena y Benjamín  | Sigrid Alegría y Simón Pesutic        |
| Maite Perroni       | «Tú y yo»                 | Silvana              | Begoña Basauri                        |
| Belinda             | «Nada»                    | Silvana y Ándres     | Begoña Basauri y Álvaro Espinoza      |
| Fernando Milagros   | «Otra vida»               | Marisol y Reinaldo   | Katyna Huberman y Pablo Schwarz       |
| Lucero              | «Amor secreto»            | Lili y Cucho         | Mariana Derderian y Álvaro Gómez      |
| Javiera Mena        | «Espada»                  | Paula                | Francisca Walker                      |
| Simoney             | «Te toca»                 | Rebeca               | Daniela Nicolás                       |
| Henry Méndez        | «El tiburón»              | Nicolás              | Jaime Artus                           |
| María Colores       | «Los afortunados»         | Olivia y Benjamín    | Catalina Castelblanco y Simón Pesutic |
| Alejandro Fernández | «Miénteme»                | Macaruchi y Cucho    | Marcela del Valle y Álvaro Gómez      |
| Argel               | Seguiré mi camino         | En ocasiones         | En ocasiones                          |

## Premios y nominaciones
| Año  | Premio                | Categoría                | Nominados                | Resultados |
| ---- | --------------------- | ------------------------ | ------------------------ | ---------- |
| 2015 | Premios TV Grama 2014 | Mejor teleserie nacional | Mejor teleserie nacional | Nominada   |
| 2015 | Premios TV Grama 2014 | Mejor actriz             | Sigrid Alegría           | Nominada   |

## Emisión internacional
- Malasia: Astro Bella (2015).